# Punto caldo delle Kerguelen

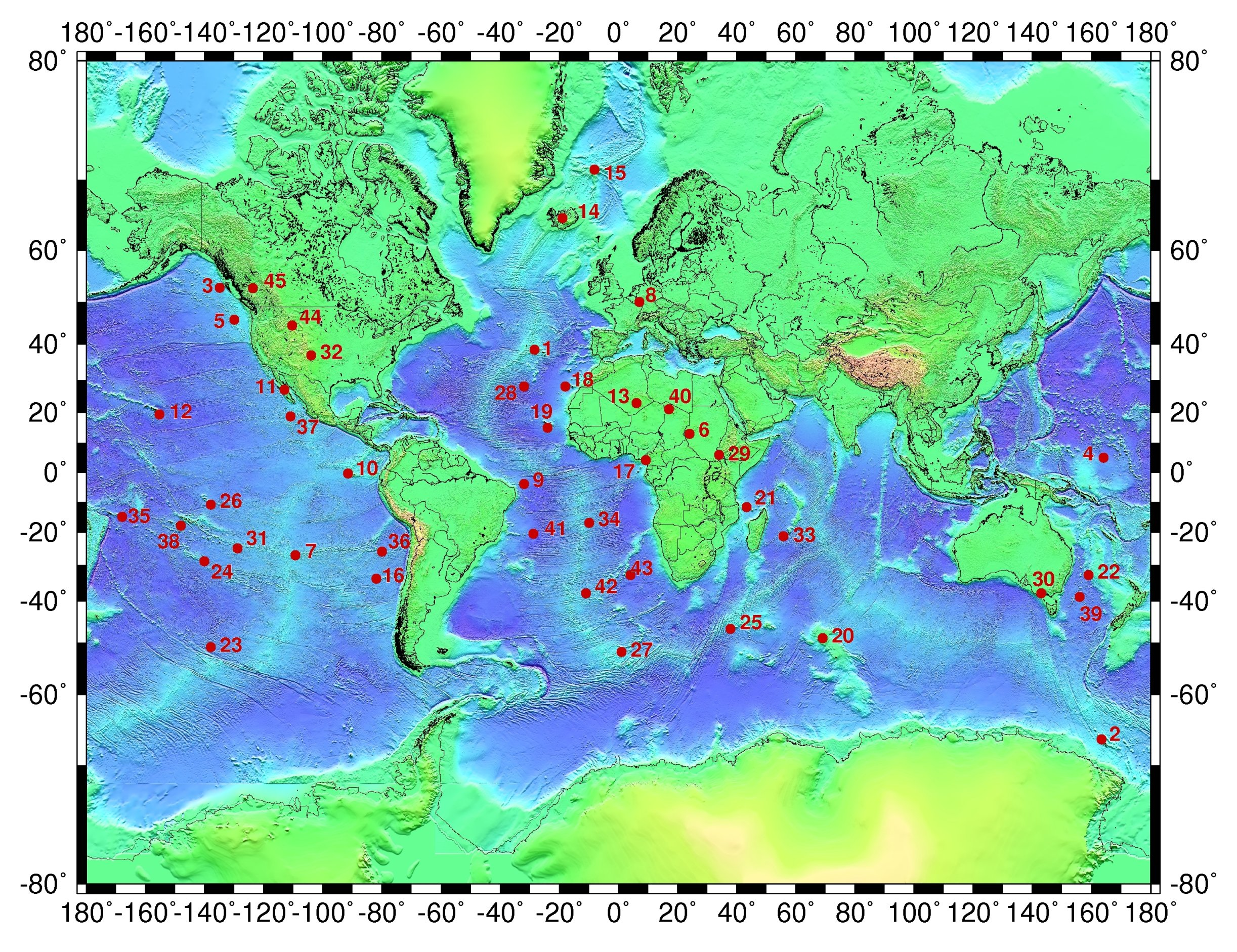
Il punto caldo delle Kerguelen è indicato sulla mappa con il numero 20.

Il punto caldo delle Kerguelen (49°36′S 69°00′E) è un punto caldo vulcanico situato nel pianoro delle Kerguelen, nell'Oceano Indiano meridionale.
Il punto caldo delle Kerguelen ha prodotto lava basaltica per circa 130 milioni di anni portando alla formazione delle isole Kerguelen, dell'isola Heard, delle isole McDonald e della dorsale Novanta Est.